# Laboratorio clínico

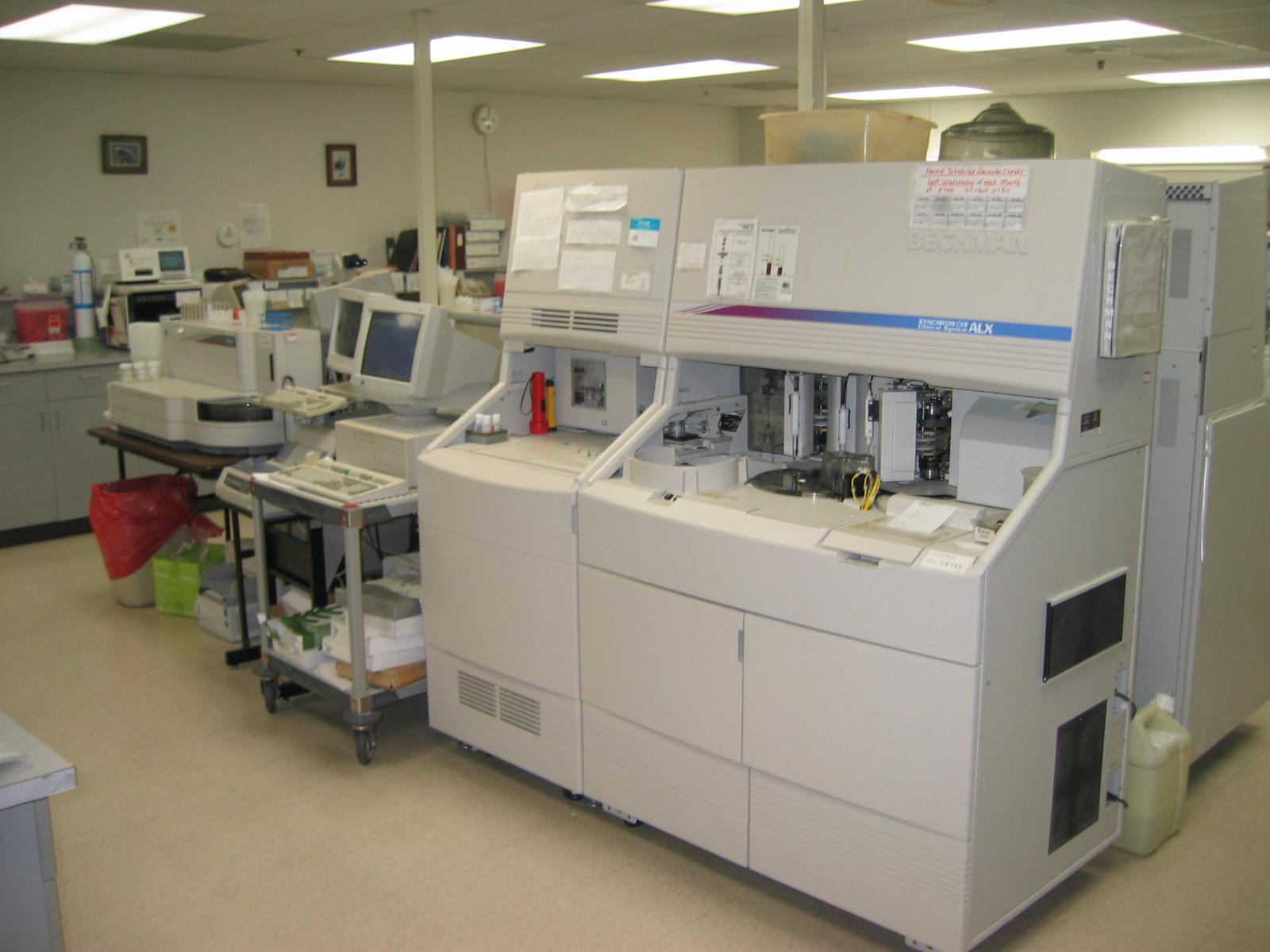
Laboratorio de un hospital con numerosos analizadores automatizados.

El laboratorio clínico es el lugar donde un equipo multidisciplinario formado por los Bioquímicos, el químico clínico, el analista clínico, el médico, el patólogo clínico, los técnicos de laboratorio y los técnicos de diagnóstico y análisis clínico, analizan muestras biológicas humanas que contribuyen al estudio y a la prevención de enfermedades y hacen que la búsqueda y la investigación estén disponibles para el conocimiento humano. El laboratorio clínico se conoce como laboratorio de patología clínica y utiliza las metodologías de diversas disciplinas como la bioquímica, también llamada química clínica, la hematología, la inmunología y la microbiología.
En el laboratorio clínico se obtienen y se estudian muestras biológicas diversas, como la sangre, la orina, las heces, el líquido sinovial de las articulaciones, el líquido cefalorraquídeo, los exudados faríngeos y vaginales, entre otros tipos de muestras.
A los laboratorios acuden pacientes externos, puesto que los exámenes que se requieren de los enfermos hospitalizados se hacen mediante muestras que se toman en las unidades de hospitalización. En consecuencia su ubicación será preferentemente en la planta baja, con fácil acceso a la sección de recepción del archivo clínico y en menor grado el departamento de consultas externas. Este servicio deberá ubicarse en una ubicación cercana a los servicios de consulta externa, urgencias hospitalarias, unidad de terapia intensiva, quirófano y debe contar con un fácil acceso hacia las áreas de hospitalización.
Dentro de los numerosos profesionales a nivel de licenciatura que se pueden encontrar en un laboratorio clínico se encuentran las profesiones siguientes: químico, farmacéutico, biólogo, bacteriólogo, parasitólogo, químico clínico, licenciado en Análisis Químico y Biológico, químico clínico biólogo, licenciado en Bioquímica y Diagnóstico, entre otras.

## Áreas de servicio
- Sala de espera y recepción. Donde los pacientes esperarán a ser atendidos, la atención se rige por orden de llegada.
- Cubículos de toma de muestras. En este punto se obtienen las muestras para luego ser analizadas mediante equipos especializados.
- Secciones de Laboratorio:
  - Hematología: En esta sección se efectúa el hemograma y diversas pruebas para evaluar los valores de los distintos componentes de la sangre.
  - Bioquímica clínica: Aquí se hace algunos análisis que se clasifican de la siguiente forma:
    - Química sanguínea de rutina, lo que abarca múltiples parámetros como la determinación de glucosa, colesterol, etc.
    - Exámenes generales de orina
    - Determinación de gases en sangre (presión parcial de oxígeno, de anhidro-ácido carbónico, reserva de bicarbonato, PH, etc.)

  - Microbiología: Las diversas labores que se realizan aquí pueden clasificarse en la siguiente forma.
  - Coproparasitología: Tiene por objeto investigar la presencia de parásitos en materias fecales.
  - Bacteriología: Consiste en examinar directa o indirectamente la presencia o actividad de organismos microscópicos en sangre, orina, materia fecal, jugo gástrico y exudados orgánicos.
  - Inmunología: En esta sección se hacen determinaciones de anticuerpos y otras determinaciones con el fin de evaluar el sistema inmunitario
  - Hormonas: En esta sección se analizan las diferentes hormonas con el fin de evaluar el sistema endocrino.
  - Marcadores tumorales: En esta sección se analizan unos parámetros que aumentan o aparecen como parte de los procesos tumorales y que sirven para detectar los diferentes tipos de cáncer y su evaluación durante el tratamiento.

## Riesgos específicos
A continuación se mencionan los diferentes riesgos a los que se pueden exponer las personas que trabajan en un laboratorio clínico.
- Exposición a patógenos presentes en sangre mientras manipulan muestras contaminadas como sangre o fluidos corporales (ejemplo: líquido cerebroespinal, y semen).
- Exposición a tuberculosis al trabajar con especímenes que puedan contener tuberculosis y sida. Otros fluidos que pueden ser fuentes potenciales de tuberculosis son esputo, líquido cerebro raquídeo en la orina, y líquidos recolectados de lavado gástrico o branquial.
- Exposición a formaldehído que es utilizado como fijador y que se encuentra comúnmente en la mayoría de laboratorios y morgue.
- Riesgos químicos. Exposición a solventes utilizados para fijar tejidos de especímenes y quitar manchas. Se encuentran principalmente en las áreas de histología, hematología, microbiología y citología.
- Exposición a PPS debido a heridas con agujas o cortaduras por objetos afilados al trabajar con especímenes, tubos de centrífugas.
- Exposición a materiales / organismos infecciosos.
- Exposición a alergias ocasionadas por el látex debido al uso de guantes.
- Riesgo de deslizarse o caerse si líquido o muestras caen al suelo.
- Dolor muscular en diferentes partes del cuerpo por permanecer tiempos prolongados en una misma posición, ya sea sentado o de pie, o por realizar movimientos repetitivos al manipular muestras.
- Riesgo de quemaduras.

- Datos: Q2296168